# Admir Bristrić
Admir Bristrić (Tuzla, 28 aprile 2003) è un calciatore bosniaco, attaccante dell'Olimpia Lubiana.

## Carriera
Cresciuto nel Rijeka, il 27 gennaio 2022 viene ceduto in prestito all'Hrvatski Dragovoljac, con cui l'11 febbraio segna la prima rete tra i professionisti, nella partita di campionato vinta per 0-5 contro il Sebenico. Il 15 dicembre 2022 passa all'Olimpia Lubiana, con cui firma fino al 2026.

## Statistiche

### Presenze e reti nei club
Statistiche aggiornate al 27 ottobre 2023.
| Stagione               | Squadra                | Campionato             | Campionato | Campionato | Coppe nazionali | Coppe nazionali | Coppe nazionali | Coppe continentali | Coppe continentali | Coppe continentali | Altre coppe | Altre coppe | Altre coppe | Totale | Totale |
| Stagione               | Squadra                | Comp                   | Pres       | Reti       | Comp            | Pres            | Reti            | Comp               | Pres               | Reti               | Comp        | Pres        | Reti        | Pres   | Reti   |
| ---------------------- | ---------------------- | ---------------------- | ---------- | ---------- | --------------- | --------------- | --------------- | ------------------ | ------------------ | ------------------ | ----------- | ----------- | ----------- | ------ | ------ |
| gen.-giu. 2022         | Hrvatski Dragovoljac   | 1.HNL                  | 14         | 1          | -               | -               | -               | -                  | -                  | -                  | -           | -           | -           | 14     | 1      |
| 2022-gen. 2023         | Rijeka                 | 1.HNL                  | 1          | 0          | CC              | 0               | 0               | UECL               | 0                  | 0                  | -           | -           | -           | 1      | 0      |
| gen.-giu. 2023         | Olimpia Lubiana        | 1.SNL                  | 14         | 4          | CS              | 3               | 0               | UECL               | -                  | -                  | -           | -           | -           | 17     | 4      |
| 2023-2024              | Olimpia Lubiana        | 1.SNL                  | 6          | 0          | CS              | 0               | 0               | UCL+UEL+UECL       | 4+1+3              | 0                  | -           | -           | -           | 14     | 0      |
| Totale Olimpia Lubiana | Totale Olimpia Lubiana | Totale Olimpia Lubiana | 20         | 4          |                 | 3               | 0               |                    | 8                  | 0                  |             | -           | -           | 31     | 4      |
| Totale carriera        | Totale carriera        | Totale carriera        | 35         | 5          |                 | 3               | 0               |                    | 8                  | 0                  |             | -           | -           | 46     | 5      |

## Palmarès

### Club

#### Competizioni nazionali
- Coppa di Slovenia: 1

Olimpia Lubiana: 2022-2023
- Campionato sloveno: 1

Olimpia Lubiana: 2022-2023